# اتحاد العمال العام
اتحاد العمال العام (بالإسبانية: Unión General de Trabajadores)‏ أو UGT هي كبرى النقابات الإسبانية وتتبع تاريخياً لحزب العمال الاشتراكي الإسباني PSOE التي أسسها بابلو إيغليسياس.